# Basile Tui
Basile Tui, né le 3 mai 1942, est un homme politique français.

## Biographie
Adhérent direct de l’UDF, Basile Tui devient sénateur de Wallis-et-Futuna en avril 1998, à la suite de la mort de Soséfo Makapé Papilio, dont il était le suppléant. Il siège au sein du groupe Union centriste et de la commission des Affaires sociales.
Au premier tour de l’élection sénatoriale de septembre 1998, il recueille seulement deux voix (10 % des suffrages exprimés) et se retire en vue du second tour, ce qui favorise la victoire de Robert Laufoaulu (divers droite).